# Theodor Winkens
Theodor Winkens (* 12. November 1897 in Wickrath (Kreis Grevenbroich); † 1967 in Düsseldorf) war Angestellter im Polizeipräsidium Düsseldorf und ein Widerstandskämpfer gegen das NS-Regime.

## Biographie
Winkens wurde im Kreis Grevenbroich geboren. Dort besuchte er die Volksschule, anschließend machte er eine Bäcker- und Konditorlehre. Er war Soldat im Ersten Weltkrieg. 1915 wurde er nach einer schweren Verletzung aus der Armee entlassen. Er arbeitete bis 1926 in seinem alten Beruf weiter, danach wurde er als Amtsgehilfe beim Regierungspräsidium Düsseldorf angestellt. Später erfolgte die Versetzung an das Oberpräsidium in Koblenz, 1931 die Rückkehr nach Düsseldorf, diesmal in das Polizeipräsidium.
Weil er mit einer Jüdin verheiratet war und sich nicht scheiden lassen wollte, wurde er am 1. August 1938 aus dem Polizeidienst entlassen. Nach dem Zweiten Weltkrieg wurde Winkens als Angestellter im Polizeipräsidium Düsseldorf wiedereingestellt.

## Widerstand in Düsseldorf
Im April 1945 beteiligte er sich an einer Aktion Düsseldorfer Bürger, um die Stadt kampflos an die vorrückenden amerikanischen Streitkräfte zu übergeben. (Siehe hierzu den Hauptartikel Aktion Rheinland).

## Ehrungen
Winkens hat ein Ehrengrab auf dem Nordfriedhof in Düsseldorf.